# Uwe Ochsenknecht

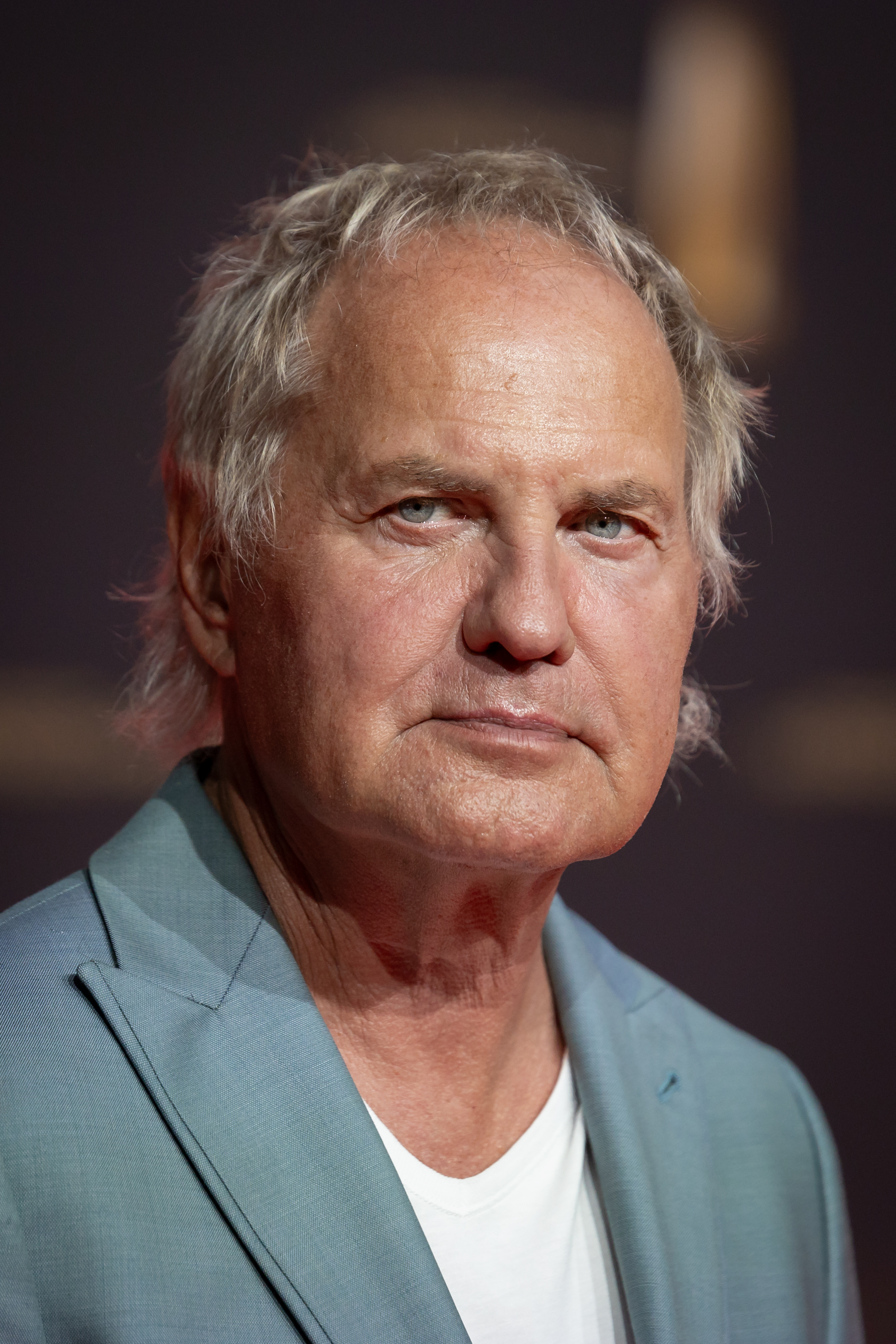
Uwe Ochsenknecht, 2024

Uwe Adam Ochsenknecht (* 7. Januar 1956 in Biblis) ist ein deutscher Schauspieler und Sänger, der seit 1972 an bislang über 175 Film- und Fernsehproduktionen mitwirkte. Bekannt wurde Ochsenknecht unter anderem 1981 durch den Film Das Boot und 1985 mit der Komödie Männer.

## Leben

### Herkunft und Ausbildung
Uwe Ochsenknecht wurde als Sohn protestantischer Eltern geboren, die 1951 die DDR verlassen hatten und von Saalfeld ins hessische Biblis gezogen waren. Sein Vater war ausgebildeter Opernsänger und Chormitglied an der Mannheimer Oper und arbeitete später als Feinmechaniker bei Daimler-Benz.
Ochsenknecht wuchs in Mannheim auf, wo er unter anderem das Ludwig-Frank-Gymnasium besuchte, bis er mit 15 Jahren, nachdem er zum dritten Mal nicht versetzt worden war, verwiesen wurde. Am Mannheimer Nationaltheater, wo er wie sein Vater im Chor sang, wurde er als Komparse engagiert. Nachdem er im Alter von 17 Jahren den Hauptschulabschluss in der Abendschule nachgeholt hatte, wurde er 1974 an der Westfälischen Schauspielschule Bochum aufgenommen, die er 1977 erfolgreich abschloss.

### Schauspielkarriere

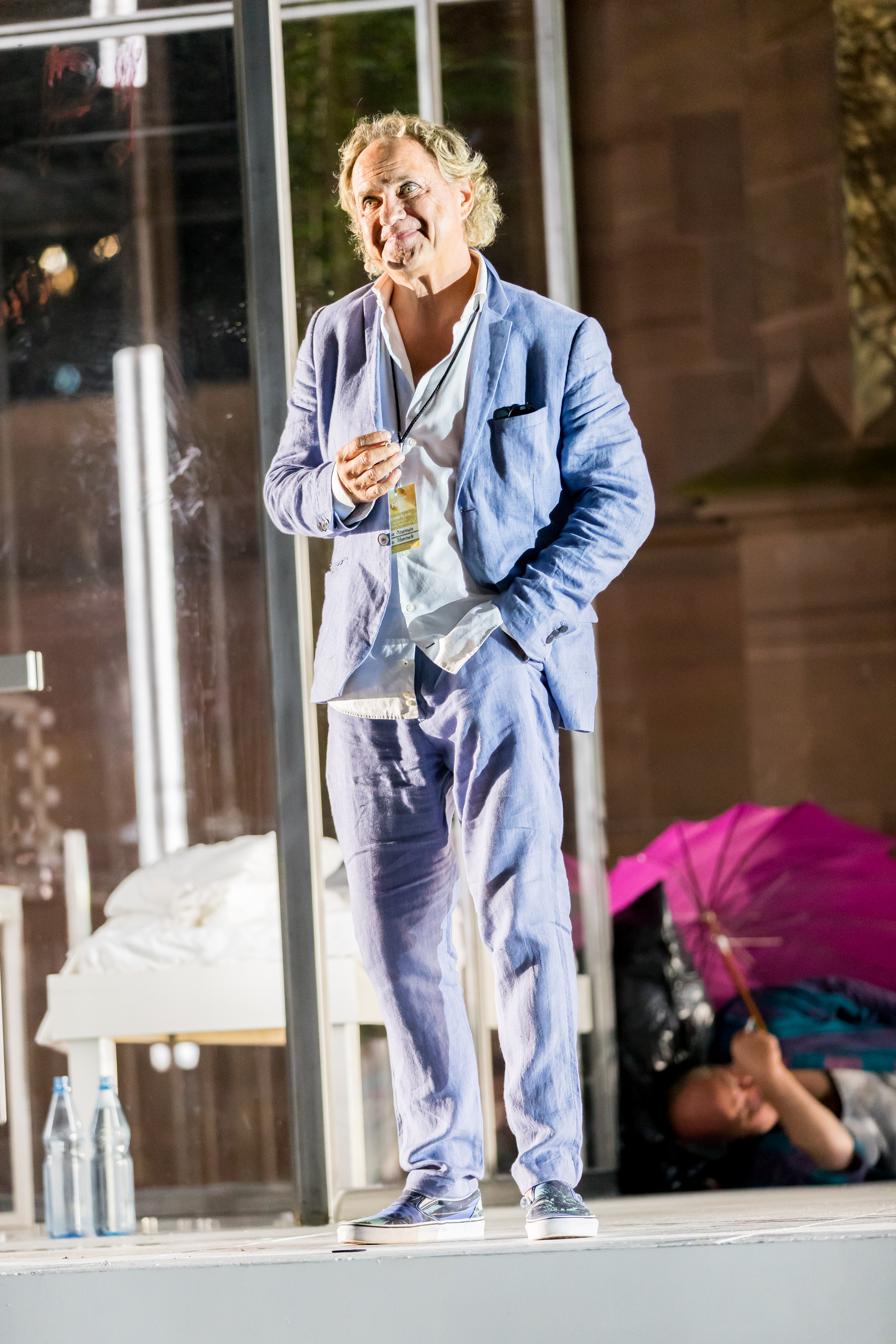
Uwe Ochsenknecht als Produzent Konstantin Trauer bei den Nibelungenfestspielen in Worms 2016

Bereits während seiner Schauspielausbildung erhielt Ochsenknecht erste kleinere Rollen. Von 1972 und 1987 hatte er mehrere Theaterengagements, unter anderem am Schauspielhaus Bochum (Der Untertan), am Schauspielhaus Wuppertal (Romeo in Romeo und Julia) und am Schauspielhaus Hamburg (Gertrud) folgten, ab 1977 auch Film- und Fernsehrollen. Bereits 1978 spielt er eine Minirolle in dem Hollywoodfilm Lawinenexpress. Seine erste tragende Rolle hatte er noch im selben Jahr in der Fernsehserie Die Straße als Motorradrocker Bulli. 1979 gastierte er in der Krimiserie Derrick, 1980 hatte er im 20. und letzten Tatort mit Kommissar Haferkamp eine Episodenrolle.
1981 gelang Ochsenknecht der Durchbruch mit der Rolle des Bootsmannes Lamprecht im Film Das Boot von Wolfgang Petersen. Vier Jahre später stellte sich mit Doris Dörries Filmkomödie Männer, in der er den ambitionslosen Künstler Stefan verkörperte, der nächste Erfolg ein. 1992 übernahm er die Hauptrolle des Fälschers Fritz Knobel in der oscarnominierten Satire Schtonk! (1992) von Helmut Dietl, die in nicht allzu detailgetreuer Weise die Affäre um die gefälschten Hitler-Tagebücher aufs Korn nahm. Für seine Rolle als Hans Pollak in Fußball ist unser Leben wurden ihm 1999 der Bayerische Filmpreis und im Jahr 2000 der Deutsche Filmpreis zuerkannt. Im Jahr 2001 wurde er für die Nebenrolle des Johann „Hans“ Ferbach in dem Fernsehfilm Vera Brühne mit dem Deutschen Fernsehpreis ausgezeichnet.
Von Dezember 2009 bis September 2010 war er am Musical Dome Köln abwechselnd mit Tetje Mierendorf in dem Musical Hairspray als Edna Turnblad zu sehen. Ende 2012 war er mit auf Tour in Peter Maffays Tabaluga und die Zeichen der Zeit, wo er die Rolle der Kameliendame übernahm. Im Juli 2016 spielte er die Hauptrolle des tödlich erkrankten Produzenten Konstantin Trauer, der sich einen Lebenstraum erfüllen und einen Film über die Nibelungen drehen will, bei den Nibelungenfestspielen in Worms.
In der Mediensatire Das große Comeback war er 2011 an der Seite von Andrea Sawatzki in einer der beiden Hauptrollen als Hansi Haller zu sehen, der nach langer Zeit ein Comeback als Schlagersänger startet. In seiner Rolle trat er mit seinem eigenen Bühnenprogramm in mehreren deutschen Städten auf und veröffentlichte eine Download-Single mit dem Titel Oh-La-La-Larissa. Im selben Jahr wirkten er und sein Sohn Wilson Gonzalez in dem Musikvideo zu House on Fire der Berliner Band Beatsteaks mit.
Wiederholt übernahm Ochsenknecht feste Rollen in verschiedenen Fernsehreihen. Von 2010 bis 2016 verkörperte er an der Seite von Diana Amft in der sechsteiligen ARD-Krimireihe Der Bulle und das Landei den in die Eifel strafversetzten Polizeihauptkommissar Robert Killmer, der sich in der ländlichen Abgeschiedenheit mit Kriminalfällen herumzuschlagen hat.
Seit 2012 füllt er die feste Rolle des Scholz im ARD Radio Tatort aus. In der beliebten Hörspiel-Reihe gehen, vergleichbar mit dem Fernseh-Tatort, Ermittlungs-Teams in bestimmten Städten auf Spurensuche. Die Task Force Hamm vom WDR zeichnet sich dabei v. a. durch humorvolle Unfähigkeit und Ermittlungserfolge per Zufall aus.
Im Rahmen der ZDF-Fernsehreihe Familie Bundschuh ist Ochsenknecht seit 2015 als Atemtherapeut Herr Mussorkski neben Andrea Sawatzki, die seine Klientin und Nachbarin spielt, in einer der festen Hauptrollen in den Verfilmungen von Sawatzkis Romanen rund um Gundula und Gerald Bundschuh zu sehen. Seit März 2019 spielt er in der ARD-Fernsehfilmreihe Die Drei von der Müllabfuhr als Müllmann Werner Träsch eine der Hauptrollen. Im Januar 2021 war er in der dritten Staffel der ARD-Historienarztserie Charité als konservativ denkender Chef-Gynäkologe Professor Helmut Kraatz zu sehen.
Wiederholt arbeitete er nach Männer mit Heiner Lauterbach zusammen, u. a. in der Titelrolle in der Filmsatire Die Udo Honig Story (2015) und als Reisejournalist Tom Gruber in Ihr letzter Wille kann mich mal! (2019). Gemeinsam standen sie 2021 für den Lebensmittelhändler Edeka als Werbebotschafter vor der Kamera.
2003 zählte Uwe Ochsenknecht mit zu den Gründungsmitgliedern der Deutschen Filmakademie. Im Oktober 2013 erschien unter dem Titel Was bisher geschah im Verlag Bastei Lübbe eine Autobiografie Ochsenknechts. Im August 2023 gewann Ochsenknecht 100.000 Euro gegen Heiner Lauterbach in der Fernsehsendung Schlag den Star.

### Karriere als Sänger
Anfang der 1990er-Jahre verschaffte Ochsenknecht sich ein zweites Standbein mit der Musik; er hat seither mehrere Alben veröffentlicht. Er ist Sänger bei The Screen; Mick Rogers (Manfred Mann’s Earth Band) und Thomas Blug sind Gitarristen. Die beiden Ex-Musiker von Gary Moores Band Pete Rees (Bass) und Graham Walker (Schlagzeug) sind ebenfalls vertreten.
Ende 2023 nahm Ochsenknecht als „Kiwi“ an der neunten Staffel der ProSieben-Show The Masked Singer teil. Er schied in der vierten Sendung aus und belegte den sechsten Platz.

### Privates

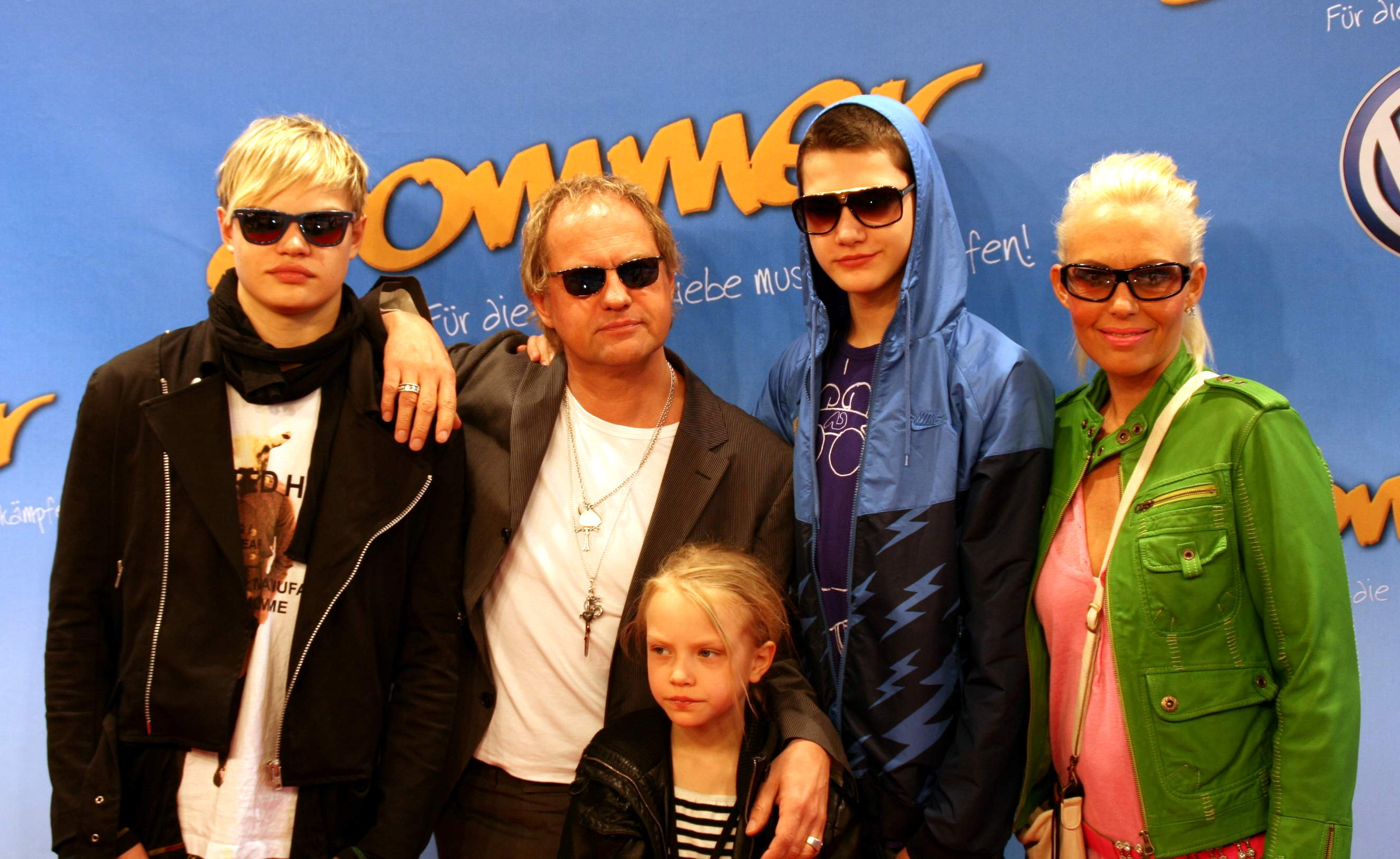
Familie Ochsenknecht (v.l.): Wilson Gonzalez, Uwe, Cheyenne Savannah, Jimi Blue und Natascha (2008)

Uwe Ochsenknecht war bis 1990 einige Jahre mit der Künstlerin Rosana della Porta liiert. Aus dieser Verbindung entstammt ein Sohn, der Schauspieler Rocco Stark (* 1986).
Anfang der 80er Jahre musste Ochsenknecht vier Wochen in Untersuchungshaft verbringen. Seine damalige Freundin hatte ohne sein Wissen Kokain von Amsterdam nach München geschmuggelt und dieses dort auch verkauft. Die Staatsanwaltschaft warf ihm vor, die Münchener Filmszene mit Heroin, Kokain, Opium und LSD versorgt zu haben. Ochsenknecht bestritt, bis auf gelegentlichen Eigenkonsum von Kokain, alle Vorwürfe und wurde gegen eine Kaution von 20.000 DM wieder auf freien Fuß gesetzt. Im nachfolgenden Verfahren wurde er zu einer Geldstrafe von 10.000 DM und einer Strafe von 2 Jahren Haft auf Bewährung verurteilt.
Von 1993 bis Ende Juli 2012 war er mit dem Model Natascha Ochsenknecht verheiratet, mit der er bis zur Trennung im Jahr 2009 in München zusammenlebte. Mit ihr hat er drei Kinder: die Söhne Wilson Gonzalez (* 1990) und Jimi Blue (* 1991), die selbst als Schauspieler tätig sind, sowie eine Tochter, das Model Cheyenne Savannah (* 2000). Im Juli 2017 heiratete Ochsenknecht seine langjährige Lebensgefährtin Kirsten „Kiki“ Viebrock. In Santanyi auf Mallorca ist Ochsenknecht seit 2018 Miteigentümer einer Musikbar.

## Filmografie

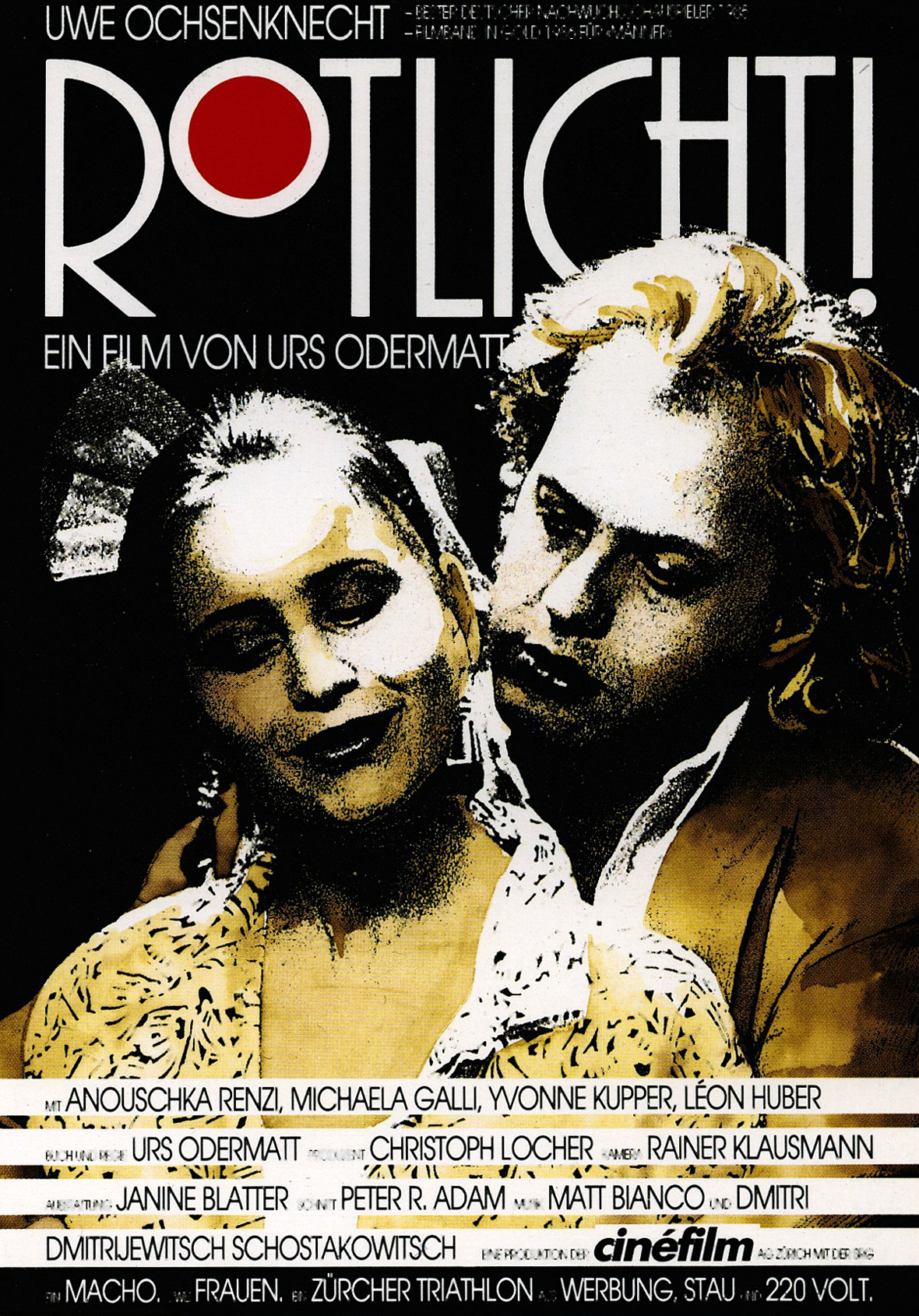
Uwe Ochsenknecht (rechts) und Michaela Galli (links) in Rotlicht! von Urs Odermatt (1986)

### Kinofilme
- 1981: Das Boot
- 1984: Wenn ich mich fürchte
- 1985: Parker
- 1985: Die Sache ist gelaufen
- 1985: Vergeßt Mozart
- 1985: Männer
- 1986: Operation Dead End (als Uwe Oxenknecht)
- 1987: Rotlicht!
- 1988: Die Stimme
- 1989: Geld
- 1989: Doppelgänger
- 1990: Butterbrot
- 1990: Exit Genua (All Out)
- 1990: Feuer, Eis und Dynamit
- 1992: Schtonk!
- 1993: Ein Mann für jede Tonart
- 1993: Kaspar Hauser
- 1994: Einfach nur Liebe
- 1994: Ein fast perfektes Verhältnis (Mona Must Die)
- 1996: Das Zauberbuch
- 1996: Honigmond
- 1997: Ballermann 6
- 1997: Weihnachtsfieber
- 1998: Widows – Erst die Ehe, dann das Vergnügen
- 1998: Bin ich schön?
- 1999: Erleuchtung garantiert
- 2000: Schrott – Die Atzenposse
- 2000: Fußball ist unser Leben
- 2000: Der tote Taucher im Wald
- 2001: Küss mich, Tiger
- 2003: Die Wilden Kerle
- 2003: Luther
- 2005: Vom Suchen und Finden der Liebe
- 2005: Die Wilden Kerle 2
- 2005: Die Bluthochzeit
- 2006: Elementarteilchen
- 2006: Die Wilden Kerle 3
- 2007: Die Wilden Kerle 4
- 2007: Warum Männer nicht zuhören und Frauen schlecht einparken
- 2008: Sommer
- 2008: Lauf um Dein Leben – Vom Junkie zum Ironman
- 2008: Der Brief für den König (De Brief voor de Koning)
- 2009: Lippels Traum
- 2009: Männersache
- 2009: Zweiohrküken
- 2010: Zeiten ändern dich
- 2012: Kleine Morde
- 2012: Ludwig II.
- 2013: Das kleine  Gespenst
- 2014: Nena
- 2015: Big Business: Außer Spesen nichts gewesen
- 2015: Winnetous Sohn
- 2016: Stadtlandliebe
- 2016: Willkommen bei den Hartmanns
- 2017: Anna Fucking Molnar
- 2017: Burg Schreckenstein 2 – Küssen (nicht) verboten
- 2018: Vielmachglas
- 2018: Jim Knopf und Lukas der Lokomotivführer
- 2019: Benjamin Blümchen
- 2019: Ich war noch niemals in New York
- 2020: Narziss und Goldmund
- 2020: Jim Knopf und die Wilde 13
- 2022: Die Geschichte der Menschheit – leicht gekürzt
- 2022: Die Mucklas… und wie sie zu Pettersson und Findus kamen
- 2024: Die Ironie des Lebens

### Fernsehfilme und -mehrteiler
- 1972: Freizeitraum, Bau 2
- 1978: Die Straße (Mehrteiler)
- 1979: Unternehmen Rentnerkommune (Fernsehserie)
- 1978: Das Ding (Zweiteiler)
- 1979: Uns reicht das nicht
- 1986: Lenz oder die Freiheit (Vierteiler)
- 1990: Bismarck (Dreiteiler)
- 1995: The Way to Dusty Death
- 1997: Tödliches Alibi
- 1998: Operation Noah
- 1998: Weekend mit Leiche
- 1999: Bodyguard – Dein Leben in meiner Hand
- 2000: Dune – Der Wüstenplanet (Mehrteiler)
- 2001: Küss mich, Tiger!
- 2001: Vera Brühne
- 2001: Stern der Liebe
- 2001: Mein Vater und andere Betrüger
- 2001: Die Kreuzritter – The Crusaders
- 2002: Harte Brötchen
- 2004: Ein seltsames Paar
- 2004: Engelchen flieg
- 2006: Tollpension
- 2006: Der beste Lehrer der Welt
- 2007: Kein Geld der Welt
- 2007: Liebe nach Rezept
- 2007: Angsthasen
- 2008: Mord in aller Unschuld
- 2008: Schade um das schöne Geld
- 2008: Ein Ferienhaus in Marrakesch
- 2008: Mein Schüler, seine Mutter & ich
- 2009: Ein Date fürs Leben
- 2009: Böses Erwachen
- 2010: Gier (Mehrteiler)
- 2010: Amigo – Bei Ankunft Tod
- 2011: Das große Comeback
- 2011: Schief gewickelt
- 2012: Überleben an der Wickelfront
- 2012: Und weg bist du
- 2012: Geisterfahrer
- 2012: Ein vorbildliches Ehepaar
- 2013: Mein Vater, seine Freunde und das ganz schnelle Geld
- 2013: Der Vollgasmann
- 2014: Zeit der Zimmerbrände
- 2014: Küstennebel
- 2015: Nele in Berlin
- 2015: Überleben an der Scheidungsfront
- 2015: Große Fische, kleine Fische
- 2015: Die Udo Honig Story
- 2015: Kubanisch für Fortgeschrittene
- 2016: Seitensprung mit Freunden
- 2016: Ku’damm 56 (Dreiteiler)
- 2016: Verdammt verliebt auf Malle
- 2016: Das Märchen vom Schlaraffenland
- 2017: 2 Sturköpfe im Dreivierteltakt
- 2019: Ihr letzter Wille kann mich mal!
- 2021: Ku’damm 63 (Dreiteiler)
- 2022: Friedliche Weihnachten (Miniserie)

### Fernsehserien und -reihen
- 1975: Dein gutes Recht (Folge Durch die Mühle)
- 1976: Unsere Penny (Folge Gefährlicher Umgang)
- 1978: Die Straße (7 Folgen)
- 1978: Ausgerissen! Was nun? (Folge Der qualifizierte Abschluß)
- 1980: Tatort: Schönes Wochenende (Fernsehreihe)
- 1980: Derrick (Folge Tödliche Sekunden)
- 1981: St. Pauli-Landungsbrücken (Folge Die Kompagnons)
- 1982: Tatort: Wat Recht is, mutt Recht bliewen
- 1982: Büro, Büro (mehrere Folgen)
- 1984: Tatort: Verdeckte Ermittlung
- 1984: Rummelplatzgeschichten (Folge Erbfeinde)
- 1985: Die Krimistunde (Fernsehserie, Folge 18, Episode: „Ein Toter zuviel“)
- 1985: Der Fahnder (Folge Liebe macht blind)
- 1986: Irgendwie und Sowieso (Fernsehserie, Folge Manhattan)
- 1987: Tatort: Blindflug
- 1991: Ein Fall für zwei (Folge Helens Geheimnisse)
- 1992: Auf Achse (Folge Musa und Marie)
- 1992: Tatort: Der Mörder und der Prinz
- 1995–1996: Die Straßen von Berlin (vier Folgen)
- 1997: Die Gang (13 Folgen)
- 2000: Stan Becker (Folge Ein Mann ein Wort)
- 2000: Der Alte (Folge Der letzte Geburtstag)
- 2000: Siska (Folge Das letzte Konzert)
- 2001: Siska (Folge Hass macht blind)
- 2003: Nachtschicht – Amok! (Fernsehreihe)
- 2004: Der Bulle von Tölz: Der Tölzi (Fernsehreihe)
- 2007: Giganten (Folge Beethoven – Genie am Abgrund)
- 2007: Siska (Folge Sei still und stirb)
- 2008: Der Alte (Folge Die Nacht kommt schneller als du denkst)
- 2010–2016: Der Bulle und das Landei (Fernsehreihe)
  - 2010: Tödliches Heimweh
  - 2011: Babyblues
  - 2013: Ich sehe was, was du nicht siehst und das ist … tot
  - 2014: Von Mäusen, Miezen und Moneten
  - 2015: Wo die Liebe hinfällt
  - 2015: Goldrausch
- 2012: Transporter: Die Serie (Folge The General's Daughter)
- 2013: Vier Frauen und ein Todesfall (Folge Mannsteufel)
- 2015: Der Alte (Folge Unstillbare Gier)
- seit 2015: Familie Bundschuh (Fernsehreihe)
  - 2015: Tief durchatmen, die Familie kommt
  - 2017: Von Erholung war nie die Rede
  - 2019: Wir machen Abitur
  - 2020: Familie Bundschuh im Weihnachtschaos
  - 2021: Familie Bundschuh – Woanders ist es auch nicht ruhiger
- 2016: Protokolle des Bösen (Fernsehreihe auf A&E)[23]
- 2017: Ein starkes Team: Gestorben wird immer (Fernsehreihe)
- 2018: Labaule & Erben (sechs Folgen)
- 2019: Kroymann (Satiresendung, Spezialausgabe)
- seit 2019: Die Drei von der Müllabfuhr (Fernsehreihe)
  - 2019: Dörte muss weg
  - 2019: Baby an Bord
  - 2020: Mission Zukunft
  - 2020: Kassensturz
  - 2021: Die Streunerin
  - 2021: Operation Miethai
  - 2022: Zu gut für die Tonne
  - 2022: (K)eine saubere Sache
  - 2023: Altlasten
  - 2023: Arbeit am Limit
  - 2025: Der Neue
  - 2025: Schutzgeld
- 2020: Big Performance – Wer ist der Star im Star? als Tom Jones
- 2021: Charité (3. Staffel)
- 2021: Meine Mutter und plötzlich auch mein Vater (Fernsehreihe)
- 2021: Comedy Märchenstunde (TV-Show)
- 2021: Käthe und ich: Im Schatten des Vaters
- 2022: Hirschhausens Quiz des Menschen – Teilnehmer
- 2023: Reschke Fernsehen: Gefälschte Tagebücher (Reportagesendung)
- 2023: Das Traumschiff – Bahamas (Fernsehreihe)

### Als Synchronsprecher
- 1994: Felidae (Synchronstimme von Archie)
- 1998: Wie Kater Zorbas der kleinen Möwe das Fliegen beibrachte (Synchronstimme von Zorbas für Carlo Verdone)
- 2013: Die Croods (Synchronstimme von Grug für Nicolas Cage)
- 2015: Home – Ein smektakulärer Trip (Synchronstimme von Captain Smek für Steve Martin)
- 2016: Pets (Synchronstimme von Tiberius für Albert Brooks)
- 2017: Die Biene Maja – Die Honigspiele (Synchronstimme von Bienenstich)

## Hörspiele
- 2010: Dirk Schmidt: Task Force Hamm  – Regie: Petra Feldhoff (WDR)[24]
- 2012: Dirk Schmidt: Noch nicht mal Mord – Regie: Claudia Johanna Leist (ARD Radio-Tatort, WDR)
- 2012: Dirk Schmidt: Baginsky – Regie: Claudia Johanna Leist (ARD Radio-Tatort, WDR)
- 2012: Dirk Schmidt: Kontermann – Regie: Claudia Johanna Leist (ARD Radio-Tatort, WDR)
- 2013: Dirk Schmidt: Currykill – Regie: Claudia Johanna Leist (ARD Radio-Tatort, WDR)
- 2013: Dirk Schmidt: Malina – Regie: Claudia Johanna Leist (ARD Radio-Tatort, WDR)
- 2014: Dirk Schmidt: Calibra. Oder die Geißel Gottes – Regie: Claudia Johanna Leist (ARD Radio-Tatort, WDR)
- 2015: Dirk Schmidt: Exit – Regie: Claudia Johanna Leist (ARD Radio-Tatort, WDR)
- 2015: Dirk Schmidt: Dead Link – Regie: Claudia Johanna Leist (ARD Radio-Tatort, WDR)
- 2016: Dirk Schmidt: Alt ist kalt – Regie: Claudia Johanna Leist (ARD Radio-Tatort, WDR)
- 2017: Dirk Schmidt: Ausgelöst – Regie: Claudia Johanna Leist (ARD Radio-Tatort, WDR)
- 2017: Dirk Schmidt, John von Düffel, Madeleine Giese, Tom Peuckert, Thilo Reffert und Hugo Rendler: Paradise City – Regie: Claudia Johanna Leist (ARD Radio-Tatort – Jubiläumsfolge, WDR)
- 2018: Dirk Schmidt: Ronsdorf – Regie: Claudia Johanna Leist (ARD Radio-Tatort, WDR)
- 2018: Volker Kutscher: Der nasse Fisch (Das Hörspiel zu Babylon Berlin) – Regie: Benjamin Quabeck (WDR/Radio Bremen/rbb)[25]
- 2018: Dirk Schmidt: Cascabel – Regie: Claudia Johanna Leist (ARD Radio-Tatort, WDR)
- 2020: Dirk Schmidt: Wie, weiß keiner – Regie: Claudia Johanna Leist (ARD Radio-Tatort, WDR)
- 2020: Volker Kutscher: Der stumme Tod (Das Hörspiel zu Babylon Berlin) – Regie: Benjamin Quabeck (WDR/Radio Bremen/rbb)[26]
- 2021: Dirk Schmidt: Fette Beute – Regie: Claudia Johanna Leist (ARD Radio-Tatort, WDR)
- 2023: Dirk Schmidt: Gute Dinge haben viele Besitzer – Regie: Claudia Johanna Leist (ARD Radio-Tatort, WDR)
- 2024: Dirk Schmidt: Nase um Nase – Regie: Claudia Johanna Leist (ARD Radio-Tatort, WDR)[27]

## Hörbücher
- Stephen Davis: Hammer of The Gods. Led Zeppelin – Die Saga. Rockbuch, 2008, ISBN 978-3-941376-08-3.

## Diskografie

### Studioalben
| Jahr | Titel          | Höchstplatzierung, Gesamtwochen, AuszeichnungChartplatzierungen (Jahr, Titel, Platzierungen, Wochen, Auszeichnungen, Anmerkungen) | Höchstplatzierung, Gesamtwochen, AuszeichnungChartplatzierungen (Jahr, Titel, Platzierungen, Wochen, Auszeichnungen, Anmerkungen) | Höchstplatzierung, Gesamtwochen, AuszeichnungChartplatzierungen (Jahr, Titel, Platzierungen, Wochen, Auszeichnungen, Anmerkungen) | Anmerkungen                     |
| Jahr | Titel          | DE | AT | CH | Anmerkungen                     |
| ---- | -------------- | --- | --- | --- | ------------------------------- |
| 1992 | Ochsenknecht   | DE18 (14 Wo.)DE | — | CH19 (5 Wo.)CH | Erstveröffentlichung: März 1992 |
| 1994 | Girls Crossing | DE78 (8 Wo.)DE | — | — | Erstveröffentlichung: März 1994 |

Weitere Veröffentlichungen
- 2001: Singer
- 2008: MatchPoint

### Singles
| Jahr | Titel Album                  | Höchstplatzierung, Gesamtwochen, AuszeichnungChartplatzierungen (Jahr, Titel, Album, Platzierungen, Wochen, Auszeichnungen, Anmerkungen) | Höchstplatzierung, Gesamtwochen, AuszeichnungChartplatzierungen (Jahr, Titel, Album, Platzierungen, Wochen, Auszeichnungen, Anmerkungen) | Höchstplatzierung, Gesamtwochen, AuszeichnungChartplatzierungen (Jahr, Titel, Album, Platzierungen, Wochen, Auszeichnungen, Anmerkungen) | Anmerkungen                       |
| Jahr | Titel Album                  | DE | AT | CH | Anmerkungen                       |
| ---- | ---------------------------- | --- | --- | --- | --------------------------------- |
| 1992 | Only One Woman Ochsenknecht  | DE21 (13 Wo.)DE | — | CH21 (12 Wo.)CH | Erstveröffentlichung: Januar 1992 |
| 1992 | If I Had a Wish Ochsenknecht | DE60 (6 Wo.)DE | — | — | Erstveröffentlichung: April 1992  |
| 1994 | Blue Water Girls Crossing    | DE83 (6 Wo.)DE | — | — | Erstveröffentlichung: März 1994   |

## Bibliografie
- Uwe Ochsenknecht: Was bisher geschah. Bastei Lübbe, Köln 2013, ISBN 978-3-7857-2485-9.
- Uwe Ochsenknecht im Munzinger-Archiv, abgerufen am 24. November 2020 (Artikelanfang frei abrufbar)
- Kay Weniger: Das große Personenlexikon des Films. Die Schauspieler, Regisseure, Kameraleute, Produzenten, Komponisten, Drehbuchautoren, Filmarchitekten, Ausstatter, Kostümbildner, Cutter, Tontechniker, Maskenbildner und Special Effects Designer des 20. Jahrhunderts. Band 6: N – R. Mary Nolan – Meg Ryan. Schwarzkopf & Schwarzkopf, Berlin 2001, ISBN 3-89602-340-3, S. 36.

## Auszeichnungen
- 1985: Deutscher Darstellerpreis Chaplin-Schuh des Bundesverbandes deutscher Film- und Fernsehregisseure e. V. als bester Nachwuchsschauspieler
- 1986: Filmband in Gold (Darstellerische Leistungen) für Männer
- 1992: Bambi
- 1993: RSH-Gold (Künstler National)[29]
- 2000: Deutscher Filmpreis in Gold (Bester Hauptdarsteller) für Fußball ist unser Leben
- 2000: Bayerischer Filmpreis für Fußball ist unser Leben
- 2001: Deutscher Fernsehpreis (Bester Nebendarsteller) für Vera Brühne
- 2019: Hessischer Fernsehpreis für seine Rolle in Laubaule & Erben